# Relative strength index
RSI (Relative Strength Index), indikator inom teknisk analys av till exempel aktier. 
Det relativa styrkeindexet (RSI) - utvecklad av J. Welles Wilder och introducerad i hans bok från 1978: "New Concepts in Technical Trading Systems" - är en momentum oscillator. RSI jämför storleken av en akties upp- och nedgångar och omvandlar den informationen till ett tal mellan 0 och 100. Den tar bara en parameter: antalet tidsperioder som ska användas vid uträkningen. Vanligast är 14 tidsperioder.
Beräkning: RSI = (100 - (100 / (1 + RS)))